# Hélène Schleck
Pour les articles homonymes, voir Schleck.
Hélène Schleck est une joueuse française de volley-ball née le 13 mai 1986 à Nancy, Meurthe-et-Moselle. Elle mesure 1,81 m et joue réceptionneuse-attaquante. Elle totalise 45 sélections en équipe de France.

## Biographie
Hélène Schleck a commencé le volley à 10 ans à l'AS Vallée de la Sauer, club de la ville de Wœrth. Elle intègre en 2001 le pôle volley de Nancy tout en jouant le week-end à AS Vallée de la Sauer puis à La Fraternelle. En 2003, elle intègre le pôle France à (INSEP de Vincennes qui déménage l'année suivante à Toulouse et devient IFVB. En 2005, elle évolue dans son premier club professionnelle USSP Albi Volley-Ball. En mai 2009 alors qu'elle était sur le point de signer avec le club du Cannet-Rocheville, elle se blesse grièvement au genou lors d'un match amical entre l'équipe de France et l'équipe d'Italie à Monaco. Après une saison 2009-2010 et la moitié 2010-2011, sans jouer, elle signe en janvier 2011 au Évreux VB, club quelle quitte en mai pour le Béziers Volley,.

## Clubs
| Club                  | Pays   | De        | À         |
| --------------------- | ------ | --------- | --------- |
| USSP Albi Volley-Ball | France | 2005-2006 | 2009-2010 |
| Évreux Volley-ball    | France | jan 2011  | mai 2011  |
| Béziers Volley        | France | 2011-2012 | …         |

## Palmarès
- Championnat de France 
  - Finaliste : 2013
- Coupe de France 
  - Finaliste : 2006